# 河内直
河内直（かふちのあたい、生没年不詳）は、倭系の安羅人。任那日本府の官吏。日本人であるが、百済王権に仕えた倭系百済官僚。加不至費直とも。

## 概要
『日本書紀』欽明紀とその原史料『百済本記』にのみに現れる人物。
佐魯麻都、阿賢移那斯らとともに佐魯那奇他を祖先にもつ。『百済本記』は、河内直の先祖は那干陀甲背、加猟直岐甲背とある。『日本書紀』は、河内直が任那に渡ったという記事を記していないため、河内直の何代か前は日本の出身で、任那に土着して住んでいた人物とみられる。
笠井倭人は、「安羅日本府にあって倭済羅間の国際政局を事実上掌握し」「日本府の外交策を主宰していた」「欽明朝における対百済外交の大立者」であったと高く評価している。